# Frýdštejn
Frýdštejn település Csehországban, Jablonec nad Nisou-i járásban. Frýdštejn Žďárek, Malá Skála, Jenišovice, Rychnov u Jablonce nad Nisou, Hodkovice nad Mohelkou, Pulečný és Turnov településekkel határos. Lakosainak száma 854 fő (2024. január 1.).

## Népesség
A település lakosságának változását az alábbi diagram mutatja:
| Lakosok száma | 1630 | 1780 | 1681 | 1156 | 989  | 824  | 856  | 840  | 850  | 854  |
|               | 1869 | 1900 | 1921 | 1961 | 1980 | 2011 | 2016 | 2019 | 2021 | 2024 |